# 岩間小熊

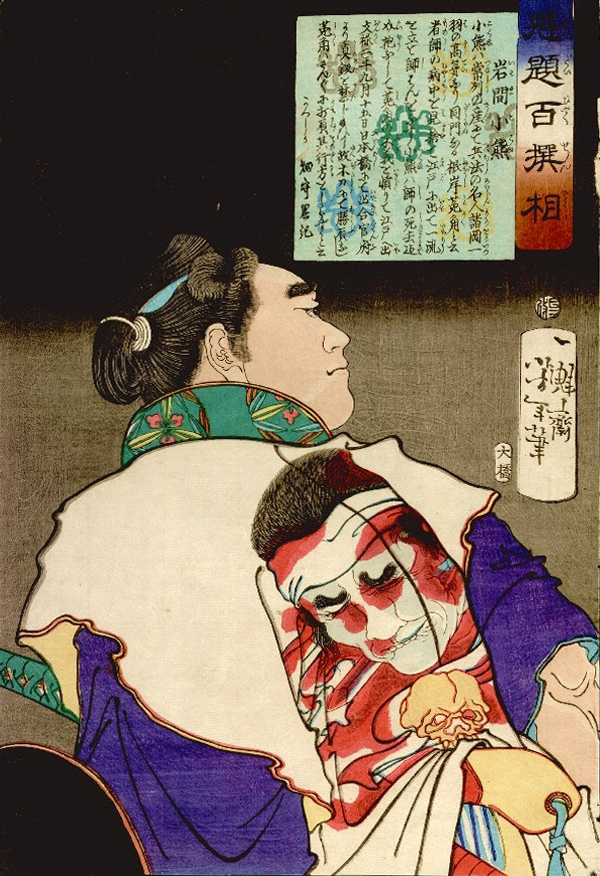
『魁題百撰相　岩間小熊』（月岡芳年画）

岩間 小熊（いわま おぐま、生年不詳 - 文禄2年（1593年）9月）は、日本の安土桃山時代の兵法家。一羽流。通称は小熊之介とも。江戸「常盤橋の決闘」で知られる。

## 生涯
はじめ、一羽流の開祖で剣豪の諸岡一羽の門人となり剣術を学んだ。一羽は江戸崎に剣術道場を開き隆盛したが、門人の中では根岸兎角、岩間小熊、土子土呂助の3人が特に抜きん出ていた。しかし、一羽が癩風に倒れると、小熊と土呂助は自分の家財を売ってまで師を最期まで看病し続けたのに対し、兎角は道場を見限って出奔した。
一羽の死後、兎角は江戸で一羽流を「微塵流」と称して道場を興していた。兎角が師を見捨て、かつ師から教わった剣術を自分が創始したかのように見せて道場を開いたことに怒った小熊と土呂助はこれを討つことに決めた。しかし道場を閉める事はできないので、籤で討っ手と道場を継ぐ者を決め、その結果小熊が江戸に向かい、土呂助が道場を継ぐ事となった。旅に先立ち、鹿島神宮に願書を捧げ、心願成就を祈願した。
小熊は大橋（後の常盤橋）に「日本無双」と掲げて兎角を挑発した。面子を潰された兎角は小熊と戦うことになり、お互い木刀での立会いとなった。小熊は兎角を橋の欄干まで追い込むと、片足をつかんで濠に投げ込んだ。兎角は逃亡し、小熊の名声も上がり一羽流の名誉も挽回し、兎角の道場を奪うことができた。
しかし、この勝負を恨んだ兎角の元門人らの謀りごとによって、後日風呂に誘われた小熊は、湯にのぼせたところを彼らに斬り込まれて殺害された。